# 国際連合安全保障理事会決議101
国際連合安全保障理事会決議101（こくさいれんごうあんぜんほしょうりじかいけつぎ101、英: United Nations Security Council Resolution 101, UNSCR101）は、1953年11月24日に国際連合安全保障理事会で採択された決議。パレスチナでのイスラエルによる休戦違反を非難するもの。

## 概要
パレスチナの国連休戦監視機構（TSO）による報告に留意し、10月14日から15日にかけてイスラエル軍がキブヤ（Qibya）で報復行動として行ったキブヤ虐殺（Qibya massacre）などは、国際連合安全保障理事会決議54の定める停戦規定に対する違反であり、イスラエル・ヨルダン間の一般休戦協定および国連憲章のもとでの当事者の義務に矛盾することを指摘した。理事会はこの行為に強い非難を表明し、許可なき者による境界線の越境の実質的証拠に留意した。さらに、イスラエル政府とヨルダン政府に相互協力を呼びかけ、TSOの参謀長に対し、3カ月以内に勧告を報告するよう要請した。
決議は賛成9票対反対0票で採択された。レバノンとソビエト連邦は投票を棄権した。

## 詳細
以下はその和訳。
安全保障理事会は、
パレスチナ問題に関するこれまでの決議、特に、混合休戦委員会を通した休戦維持及び紛争解決の方法に関する1948年7月15日の第54号（1948年）、1949年8月11日の第73号（1949年）及び1951年5月18日の第93号（1951年）決議を想起し、
パレスチナ国際連合休戦監視機構参謀長の理事会に対する1953年10月27日の報告8と同年11月9日の報告9及びヨルダンとイスラエルの代表による理事会への主張に注目し、以下の通りとする。

A
1. 1953年10月14日から15日にかけてイスラエル軍によってとられたキブヤでの報復行動および同様の全ての行動は、安全保障理事会決議第54号（1948年）の停戦規定の違反であり、イスラエル・ヨルダン間の一般休戦協定10および国連憲章による当事者の義務に矛盾しているものと認定する。
2. 憲章に基づき両当事者が求めるべき平和的解決の可能性を損なうだけのその行動に対し最も強い非難を表明し、またイスラエルに対し、将来このような行動全てを防止するための効果的な措置をとるよう求める。

B
1. 無許可の者による境界線の横断が、時に暴力行為に繋がっているという実質的な証拠があることに留意し、ヨルダン政府に対し、かかる横断を防止するために既に講じている措置を継続・強化するよう要請する。
2. イスラエル及びヨルダンの両政府に対し、安全保障理事会決議及び一般休戦協定に基づく、境界線の両側におけるすべての暴力行為を防止するとの義務を想起する。
3. イスラエル及びヨルダンの両政府に対し、現地の治安部隊からの有効な協力を確保するよう要請する。

C
1. 両当事者の間で未解決となっている問題の永続的解決に向けた平和的手段による進展を達成するためには、両当事者が一般休戦協定及び安全保障理事会の決議の下での義務を遵守することが不可欠であると再確認する。
2. イスラエル及びヨルダンの両政府の休戦監視機構参謀長に全面的に協力する義務を強調する。
3. 事務総長に対し、休戦監視機構を強化する最良の方法を参謀長と共に熟考し、休戦監視機構の参謀長がその任務の遂行に必要とする追加的な人員及び援助を提供するよう要請する。
4.休戦監視機構参謀長に対し、3か月以内に、本決議に特に関連する一般休戦協定の遵守及び実施に関し、適切と思料する勧告を安全保障理事会に報告し、イスラエル政府によるイスラエル・ヨルダン間の一般休戦協定第12条に基づく会議の招集の要請に従ってなされた合意を考慮することを要請する。

8 同上、第8年、第630回会合、附属書I-IIIパラグラフ 10-68参照。
9 同上、第635回会合、附属書。
10 同上、第4年、特別附属書 No.1
11 同上、第8年、1953年10月、11月、12月分補足、文書 S/3140。